# Koine
Koine, koinè, greka wspólna (od gr. ἡ κοινὴ διάλεκτος, he koine dialektos – wspólny dialekt) – określenie powszechnej formy języka greckiego, która zastąpiła klasyczny język starogrecki i pozostawała w użyciu od początków epoki hellenistycznej do czasów późnoantycznych (ok. 300 p.n.e. – 300 n.e.). Greka koine stała się lingua franca wschodniej części basenu Morza Śródziemnego i nieoficjalnie drugim po łacinie językiem cesarstwa rzymskiego. W koine powstało wiele znanych ksiąg, m.in. Septuaginta i Nowy Testament.
Koine stanowiła wytwór epoki hellenistycznej zapoczątkowanej podbojami Aleksandra Macedońskiego. Od III/II wieku p.n.e. była potocznym językiem Greków zamieszkałych w basenie Morza Śródziemnego oraz językiem międzynarodowym w większej części cesarstwa rzymskiego. Była używana szeroko w Egipcie, Azji Mniejszej i na Bliskim Wschodzie, stanowiąc język handlu, dyplomacji, nauki i literatury. Za koniec okresu tej fazy rozwoju języka greckiego zwykło się przyjmować rok 330, w którym cesarz Konstantyn ufundował Konstantynopol. Od tego momentu koine stała się podstawą greki bizantyńskiej.

## Pochodzenie
Lingwiści nie są zgodni co do pochodzenia formy języka koine. W starożytności uważano, iż koine powstała ze zmieszania czterech dialektów języka starogreckiego. Austriacki lingwista Paul Kretschmer w książce Die Entstehung der Koine z roku 1901 podtrzymywał pogląd starożytnych filologów, iż początek grece koine dało zmieszanie dialektów greki klasycznej.
Z kolei takie autorytety jak m.in. Willamowitz popierały przekonanie, iż koine zawierająca olbrzymią ilość elementów dialektu attyckiego stanowi uproszczoną formę dialektu jońskiego. Obecnie większość uczonych akceptuje pogląd sformułowany przez greckiego lingwistę G. N. Hatzidakisa, wedle którego rdzeń greki koine, mimo naleciałości czterech dialektów greki klasycznej, stanowi dialekt attycki.

## Fonologia
Charakterystyczne przemiany prowadzące do formy koine to przede wszystkim:
- stopniowy zanik różnicy między długimi i krótkimi samogłoskami
- zmiana natury akcentu
- wymawianie dyftongów [ει], [οι] jako samogłoski [i] oraz [αι] jako samogłoski [e].
- dyftongi [αυ], [ευ] zaczynają być wymawiane jako [av]], [ev]
- spółgłoski [β], [γ], [δ] wymawiane dotychczas jako [b], [g], [d], zaczynają być artykułowane jako [v], [ɣ], [ð]

W sensie przenośnym określeniem koine bywa nazywany każdy wspólny język lub dialekt służący do komunikacji międzyszczepowej (lingua franca).